# Rhizoecus colombiensis
Rhizoecus colombiensis är en insektsart som först beskrevs av Hambleton 1946.  Rhizoecus colombiensis ingår i släktet Rhizoecus och familjen ullsköldlöss.
Artens utbredningsområde är Colombia. Inga underarter finns listade i Catalogue of Life.